# Heinsia zanzibarica
Heinsia zanzibarica là một loài thực vật có hoa trong họ Thiến thảo. Loài này được (Bojer) Verdc. mô tả khoa học đầu tiên năm 1980.